# 大聖寺站

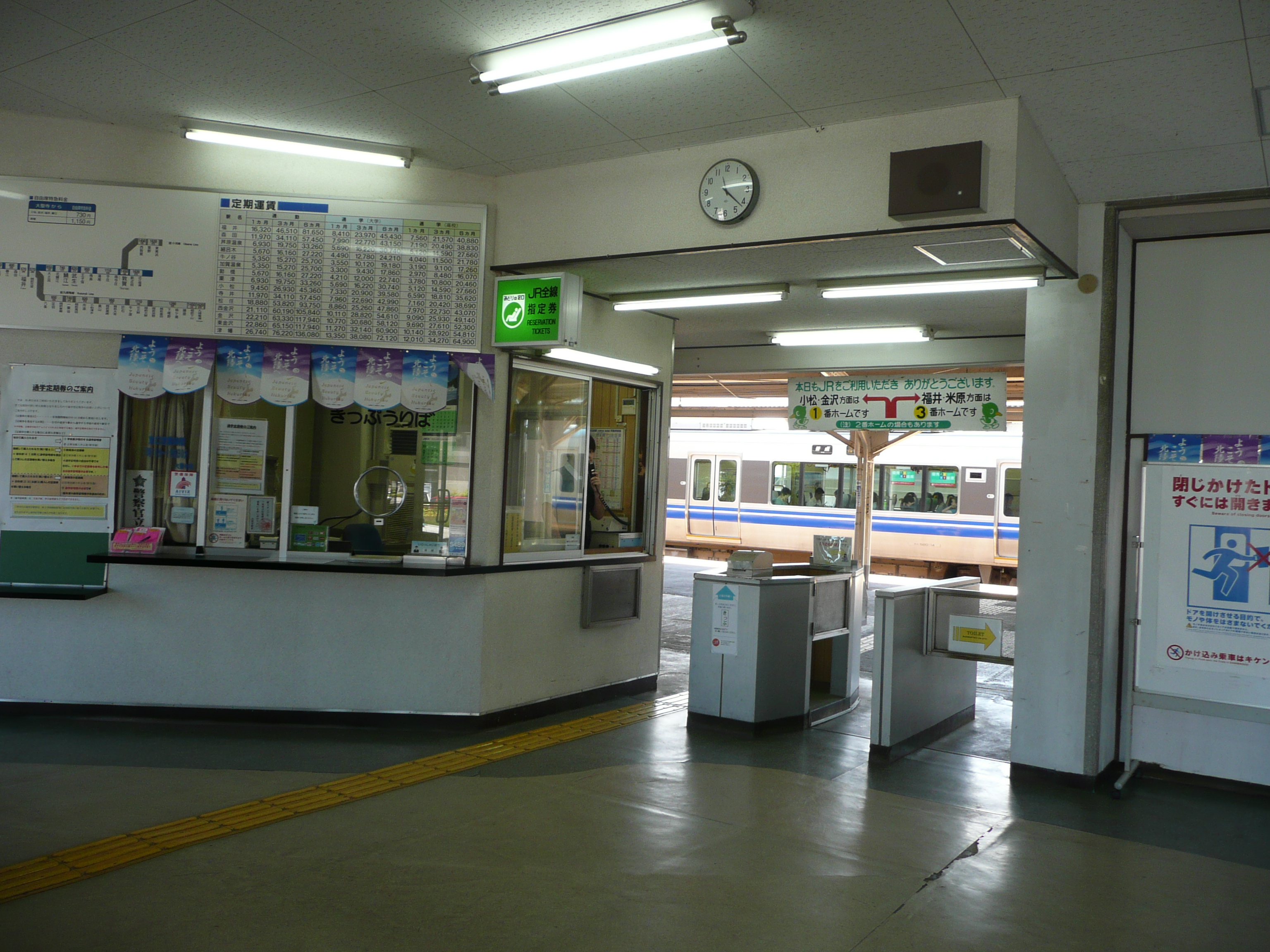
閘口

大聖寺站（日语：／ Daishōji eki）是位於石川縣加賀市熊坂町伊（イ）136番，屬於IR石川鐵道與福井幸福鐵道的車站。此站為石川縣最西和最南車站，2024年3月16日起站房管轄權歸IR石川鐵道。
轉換營運公司後，原來JR西日本的發車模式並沒有太大改變，即列車將會在兩線內直通運轉，反而是由於福井幸福鐵道的職員，大部份都是由JR西日本直接轉移至新公司，他們對這段路段都十分熟識，因此，有別於慣常不同公司的乘務員會在境界站交接的做法，兩公司採用「乘務員跟列車走」的做法，即如列車屬於IR，那麼列車不論在IR或是在Hapi-line內行走，車內的乘務員均會由IR負責，反之亦然。

## 概要
在國鐵及JR經營的北陸本線年代，由米原站起，此站是在第一個位於石川縣的車站。此站至金澤站之間由金澤分社直轄（在2015年（平成27年）3月13日前為俱利伽羅站），鄰站牛之谷站往福井方向的車站同社福井地域鐵道部管轄，此站在指令上為管轄邊界。部分特急列車會在此停站。同時每日設有1往返普通列車班次前往金澤方向。同時，在福井縣蘆原溫泉站與此站之間（即細呂木站與牛之谷站）的普通列車班次相對較少。
2024年易手至IR石川鐵道後，特急列車被全廢，因此本站只剩下普通列車運行。
此站曾經設有北陸鐵道山中線，前往山中溫泉、山代溫泉方向。

## 歷史
- 1897年（明治30年）9月20日 - 官設鐵道福井站至小松站之間開通，此站啟用（一般車站）。
- 1909年（明治42年）10月12日 - 制定路線名稱，此站成為北陸本線車站。
- 1982年（昭和57年）11月15日 - 終止貨物起卸業務（成為旅客車站）。
- 1985年（昭和60年）3月14日 - 終止行李起卸業務。
- 1987年（昭和62年）4月1日 - 伴隨國鐵分割民營化，車站由西日本旅客鐵道（JR西日本）營運。
- 2017年（平成29年）
  - 3月30日 - 在石川縣（日语：石川県庁）的「第１回 石川並行在來線金澤以西延伸對策研究小組」中。在2022年（令和4年）度北陸新幹線金澤站以西區間開通後，並行在來線計劃將由IR石川鐵道繼續營運，而此站往福井縣的第三部門鐵道的邊界車站正在檢討[2]。
  - 4月15日 - 此站可以使用ICOCA[3][4]。
- 2024年（令和6年）3月16日 - 隨北陸新幹線延伸至敦賀，本站成為IR石川鐵道與Hapi-line Fukui境界站，不過兩者直通運轉未於本站進行乘務交接。

## 車站構造
車站是一座地面車站，設有1面1線的側式月台和1面2線的島式月台，共設有2面3線的月台。車站大樓位於單式月台（1號月台）旁邊，兩月台之間設有跨線橋連接。
此站為由小松站管理，並受託JR西日本金澤MAINTEC負責業務的業務委託車站。車站設有綠色窗口（營業時間7:30 - 17:30，設有午休）。
此站往金澤方向的車站中，可購買IR石川鐵道線和愛之風富山鐵道線（直至富山站）各站的連絡車票（部分通過連絡車票外）。
在2017年（平成29年）4月15日，此站可使用ICOCA與其可互相使用的IC卡，同時可在此站增值。在2018年9月15日起，使用範圍向福井方向擴大，使關西圈和北陸本線的ICOCA使用範圍連繋起來。但是，使用IC卡乘越IR石川鐵道線時，最遠只可到達城端線新高岡站和愛之風富山鐵道線越中宮崎站

### 月台
| 月台 | 路線               | 上下行 | 方向           | 備註       |
| ---- | ------------------ | ------ | -------------- | ---------- |
| 1    | ■IR石川鐵道線      | 下行   | 金澤方向       |            |
| 2    | ■IR石川鐵道線      | 下行   | 金澤方向       | 一部分列車 |
| 2    | ■Hapi-line Fukui線 | 上行   | 福井、敦賀方向 | 一部分列車 |
| 3    | ■Hapi-line Fukui線 | 上行   | 福井、敦賀方向 |            |

- JR西日本所屬時期，在列車運輸指令上，1號月台為「下行本線」，2號月台為「中線」，3號月台為「上行本線」。2號月台主要用作讓金澤方向的列車折返之用，或讓特急通過而待避列車使用。

## 使用狀況
在2018年（平成30年）度，1日平均乘車人次為916人。
根據「石川縣統計書」和「加賀市統計書」，以下列出近年1日平均乘車人次：
| 年度   | 1日平均 乘車人次 |
| ------ | ---------------- |
| 1996年 | 1,437            |
| 1997年 | 1,372            |
| 1998年 | 1,347            |
| 1999年 | 1,310            |
| 2000年 | 1,283            |
| 2001年 | 1,239            |
| 2002年 | 1,214            |
| 2003年 | 1,182            |
| 2004年 | 1,143            |
| 2005年 | 1,105            |
| 2006年 | 1,070            |
| 2007年 | 1,058            |
| 2008年 | 1,047            |
| 2009年 | 985              |
| 2010年 | 942              |
| 2011年 | 877              |
| 2012年 | 881              |
| 2013年 | 935              |
| 2014年 | 923              |
| 2015年 | 902              |
| 2016年 | 904              |
| 2017年 | 927              |
| 2018年 | 916              |

## 車站周邊

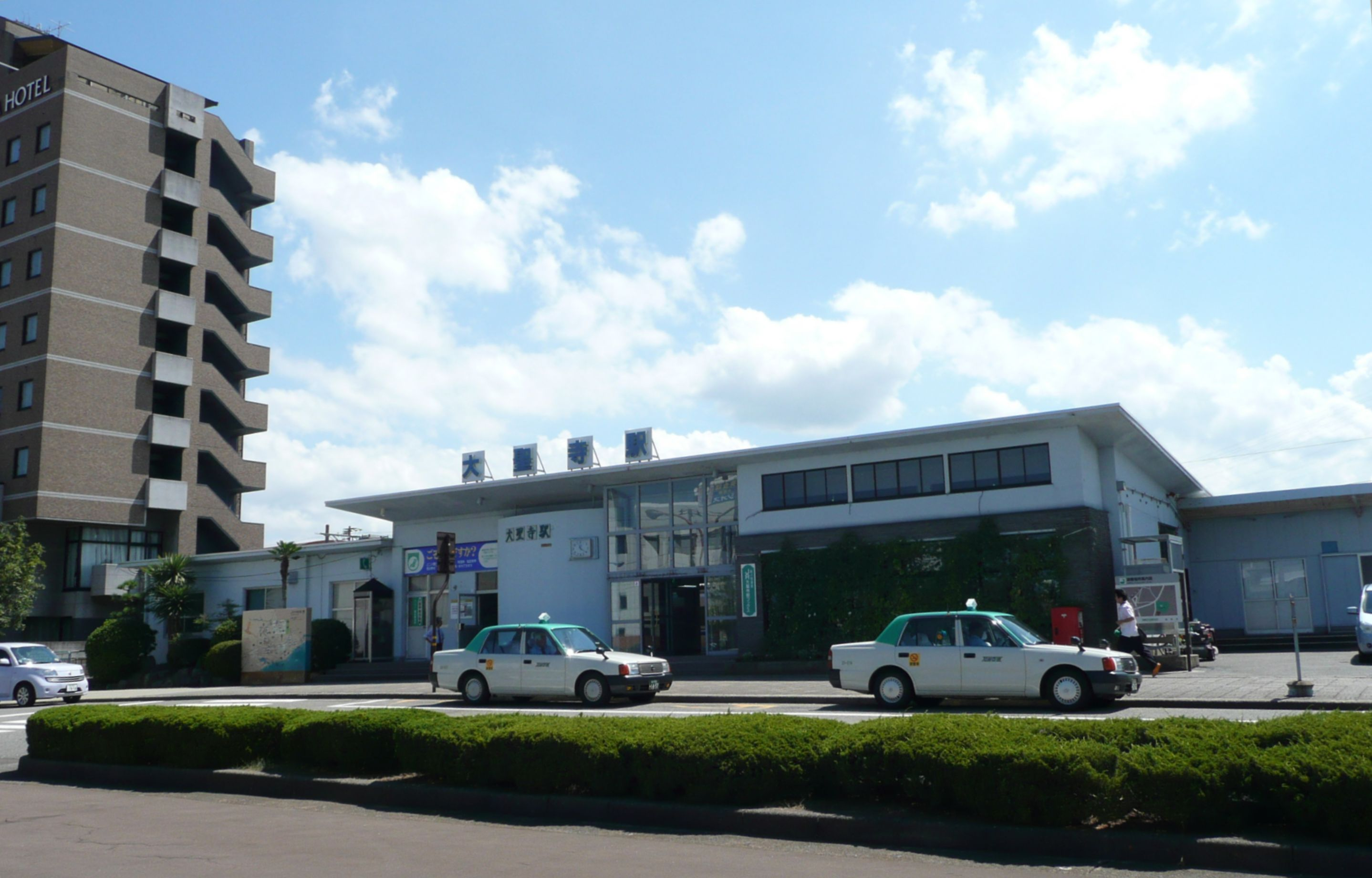
車站前

- 加賀市政廳
- 加賀市民會館
- 加賀郵局（日语：加賀郵便局）
- 大同工業（日语：大同工業）總部工廠
- APA酒店加賀大聖寺站前
- 國道8號
- 國道305號（日语：国道305号）
- 石川縣立大聖寺高等學校（日语：石川県立大聖寺高等学校）
- 石川縣立大聖寺實業高等學校（日语：石川県立大聖寺実業高等学校）

## 巴士路線
加賀溫泉巴士
１號乘車處
- 山代大聖寺線

前往大聖寺實業高校前
- 吉崎線

(經加賀交流廣場櫻花)前往鹽屋
- 溫泉大聖寺線

前往加賀交流廣場櫻花
２號乘車處
- 山代大聖寺線

前往山代溫泉、山中溫泉
- 吉崎線

(經保賀西、AEON加賀之里前) 前往加賀溫泉站
(經河崎上神社前、AEON加賀之里前) 前往加賀溫泉站
- 溫泉大聖寺線

(經耳聞山、中央公園口) 前往加賀溫泉站

## 北陸鐵道 大聖寺站
此站位於國鐵南邊位置。山中線的起點站不是此站，為山中站。

### 車站構造
在連接國鐵車站大樓、月台的跨線橋中，也設有連接山中線月台的通道。在月台上設有中間閘口。在北陸鐵道一方沒有獨立出入口。月台為1面2線的島式月台。此站為加南線唯一可轉乘國鐵的車站。

### 歷史
- 1900年（明治33年）5月16日 - 山中馬車鐵道河南站至此站之間開業。當初車站名為三木村站。
- 1913年（大正2年）
  - 3月18日 - 列車轉換為電動列車。
  - 11月16日 - 轉讓至溫泉電軌。
- 1943年（昭和18年）10月13日 - 公司合併，北陸鐵道成立。成為北陸鐵道車站。
- 1954年（昭和29年）9月20日 - 新設跨線橋，月台上蓋延長，加設車站事務室。
- 1954年（昭和29年）11月1日 - 站內販賣服務開始
- 1968年（昭和43年）9月1日 - 車站業務由北鐵交通社公司負責。
- 1971年（昭和46年）7月11日 - 加南線全線廢止，此站也廢止。

### 廢止後
月台、跨線橋和山中線路軌已經撤走，遺址剩下一些物資和除雪用車輛。

## 相鄰車站
Hapi-line Fukui
■ Hapi-line Fukui線
牛之谷－大聖寺
 IR石川鐵道
■IR石川鐵道線
大聖寺－加賀溫泉

### 曾經存在的路線
北陸鐵道
山中線
帝國纖維前－大聖寺

## 註腳
1. ↑  . 石川縣. 2017年4月11日  [2018年1月24日]. （原始内容存档于2018年1月24日） （日语）.
2. ↑   (PDF). 石川縣. 2017年4月11日  [2018年1月24日]. （原始内容存档 (PDF)于2018年1月24日） （日语）.[1]
3. ↑   (PDF) (新闻稿). 西日本旅客鉄道／IRいしかわ鉄道／あいの風とやま鉄道. 2017-01-31  [2020-02-01]. （原始内容存档 (PDF)于2019-05-25） （日语）.
4. ↑   (PDF) (新闻稿). あいの風とやま鉄道. 2017-01-31  [2020-02-01]. （原始内容存档 (PDF)于2019-05-25） （日语）.
5. ↑  IRいしかわ鉄道株式会社「きっぷの取扱い・購入方法」 （页面存档备份，存于）（日語）
6. ↑  あいの風とやま鉄道株式会社「あいの風とやま鉄道 利用者説明会」PDF（日語）
7. ↑  ご利用可能エリア│ICOCA：JRおでかけネット （页面存档备份，存于）（日語） - JR西日本. 2020年4月29日參閲.
8. ↑   (PDF). 石川縣: 106.   [2020-04-10]. （原始内容存档 (PDF)于2020-10-17） （日语）.

## 外部連結
- 大聖寺站 - IR石川鐵道 （页面存档备份，存于）（日語）